# Schloss Arenfels

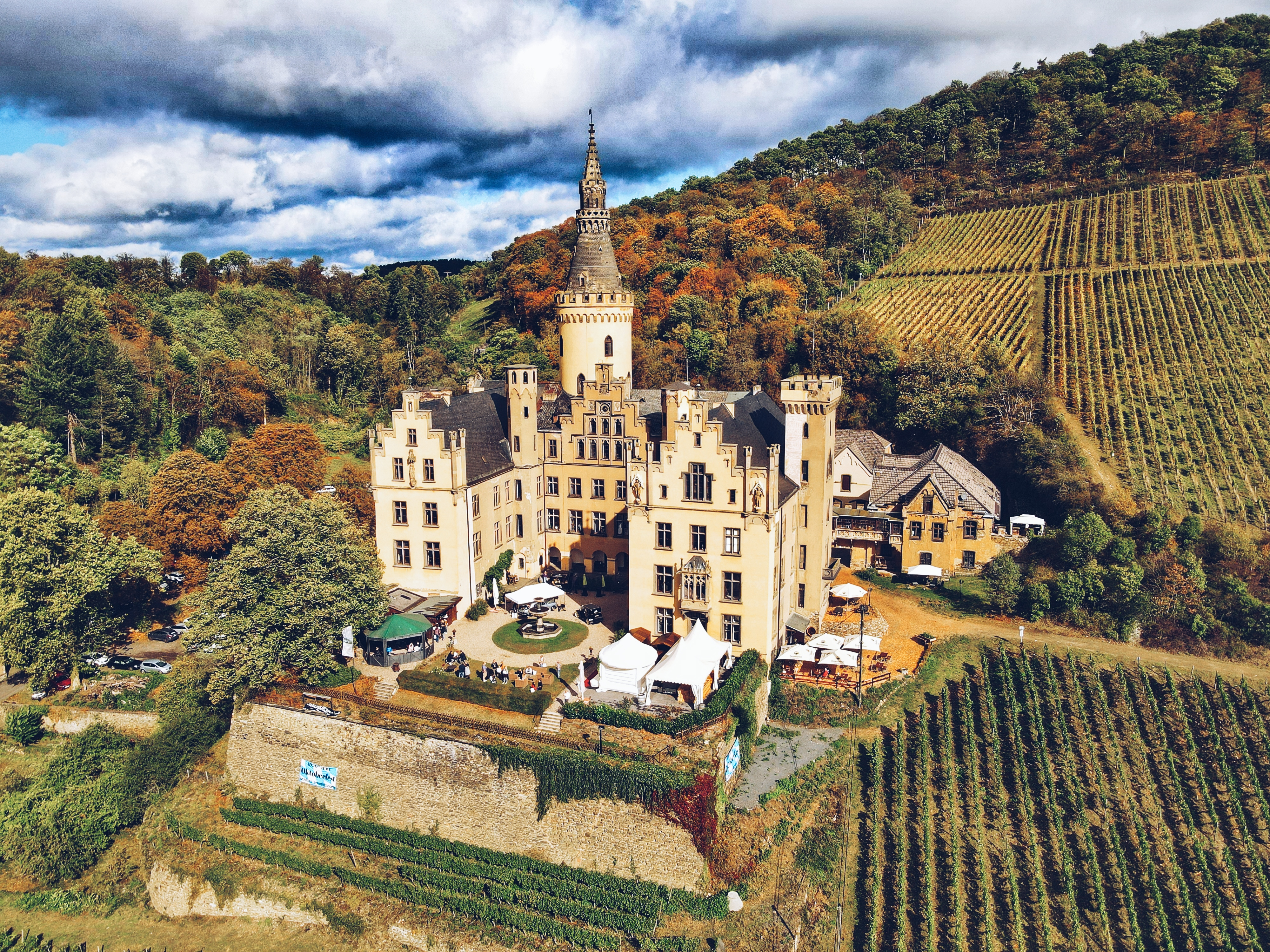
Schloss Arenfels, Luftbild

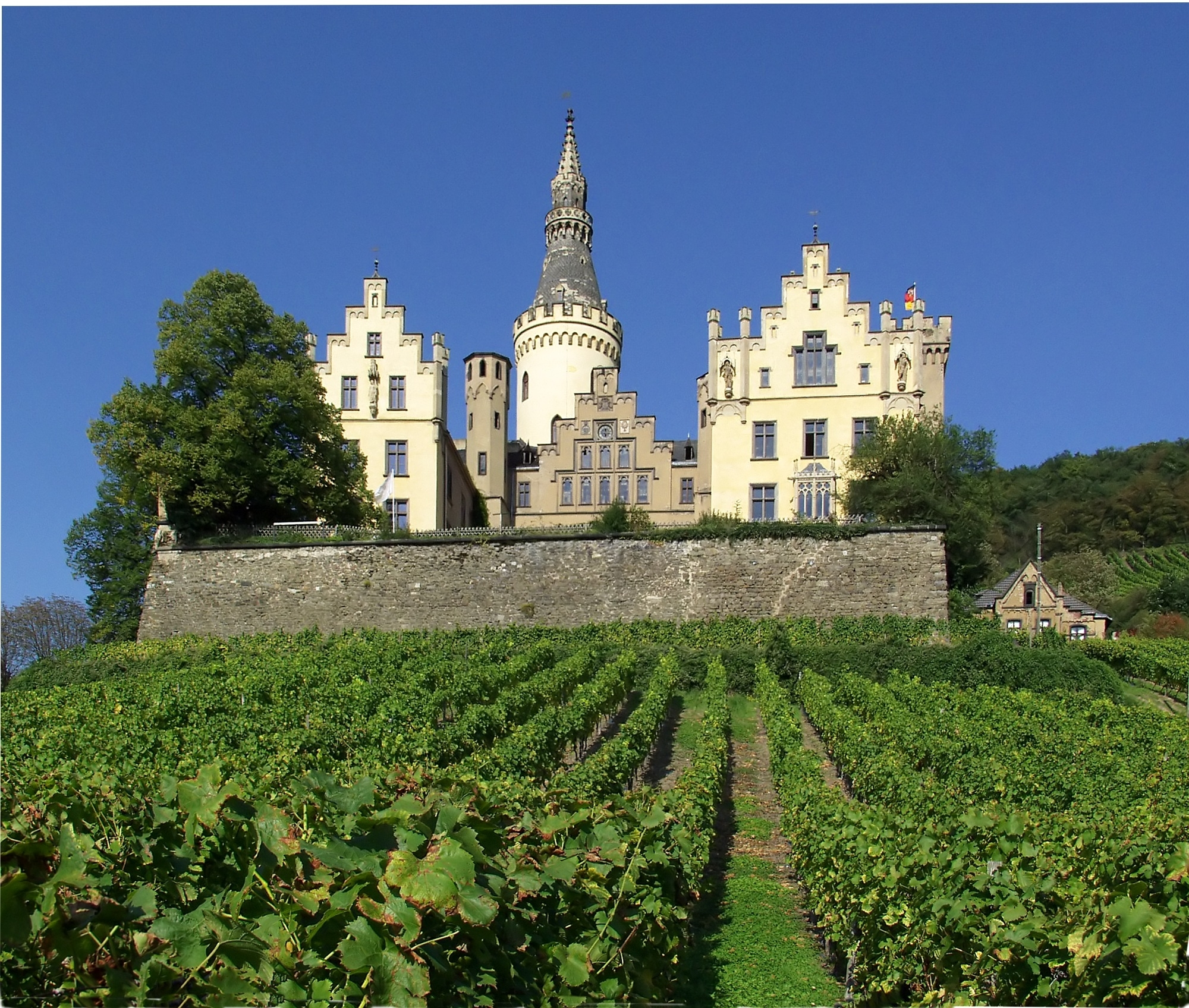
Schloss Arenfels, Südseite

Schloss Arenfels, früher auch Schloss Arienfels genannt, ist eine Schlossanlage oberhalb von Bad Hönningen in Rheinland-Pfalz, die auf eine mittelalterliche Burg aus dem 13. Jahrhundert zurückgeht. Das Schloss erhielt seine heutige äußere Gestalt in der Zeit von 1849 bis 1855, in der es unter der Leitung des Kölner Dombaumeisters Ernst Friedrich Zwirner im Stil der Neugotik umfassend verändert wurde. Aufgrund seiner 365 Fenster, 52 Türen und 12 Türme erhielt es den Beinamen „Schloss des Jahres“.
Seit November 2023 ist über das Schloss das Kinderbuch Anton – Das Schlossgespenst von Arenfels erhältlich. Geschrieben und illustriert wurde das Buch von Ivo Vajler.

## Beschreibung

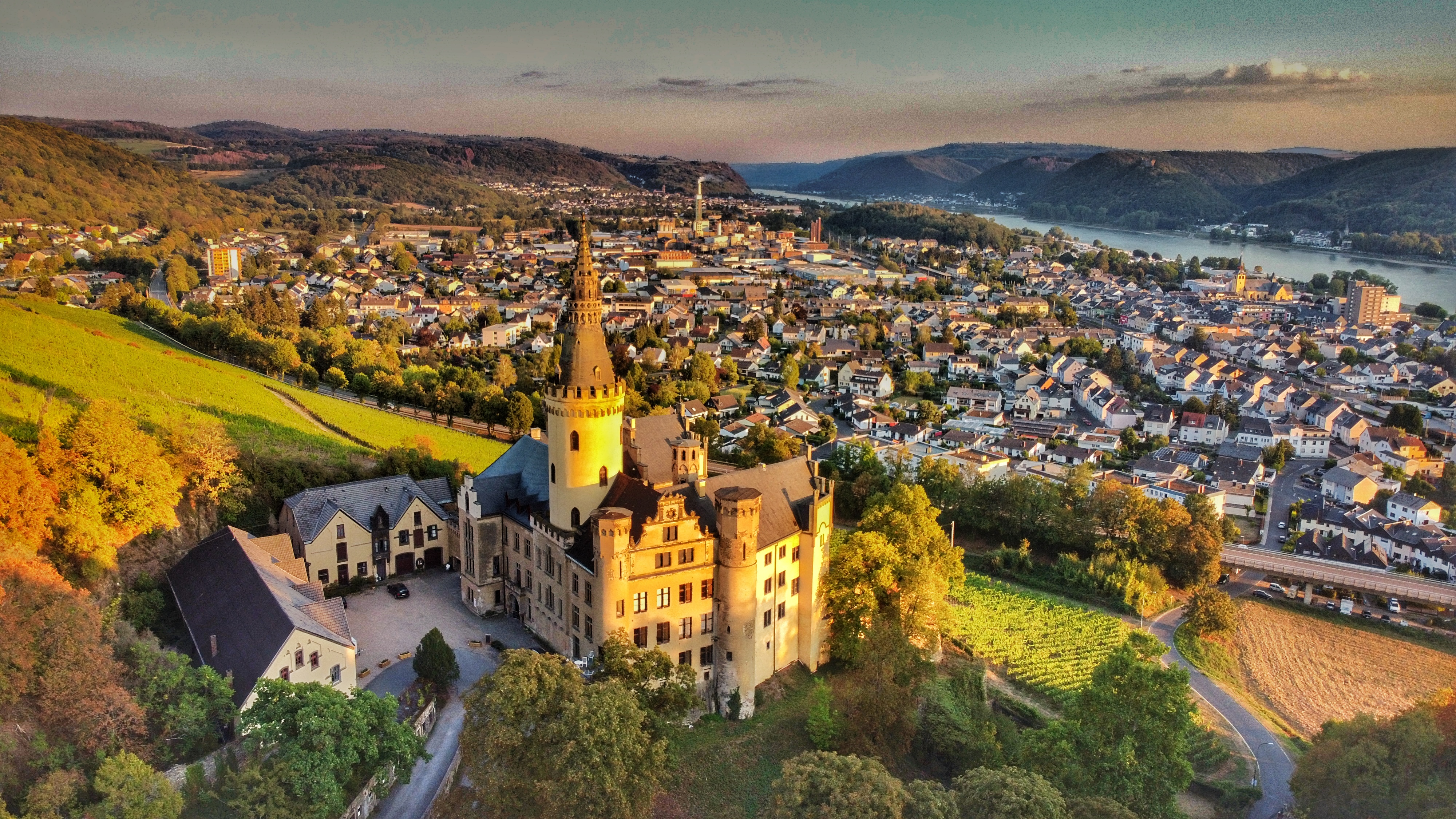
Schloss Arenfels, Westseite

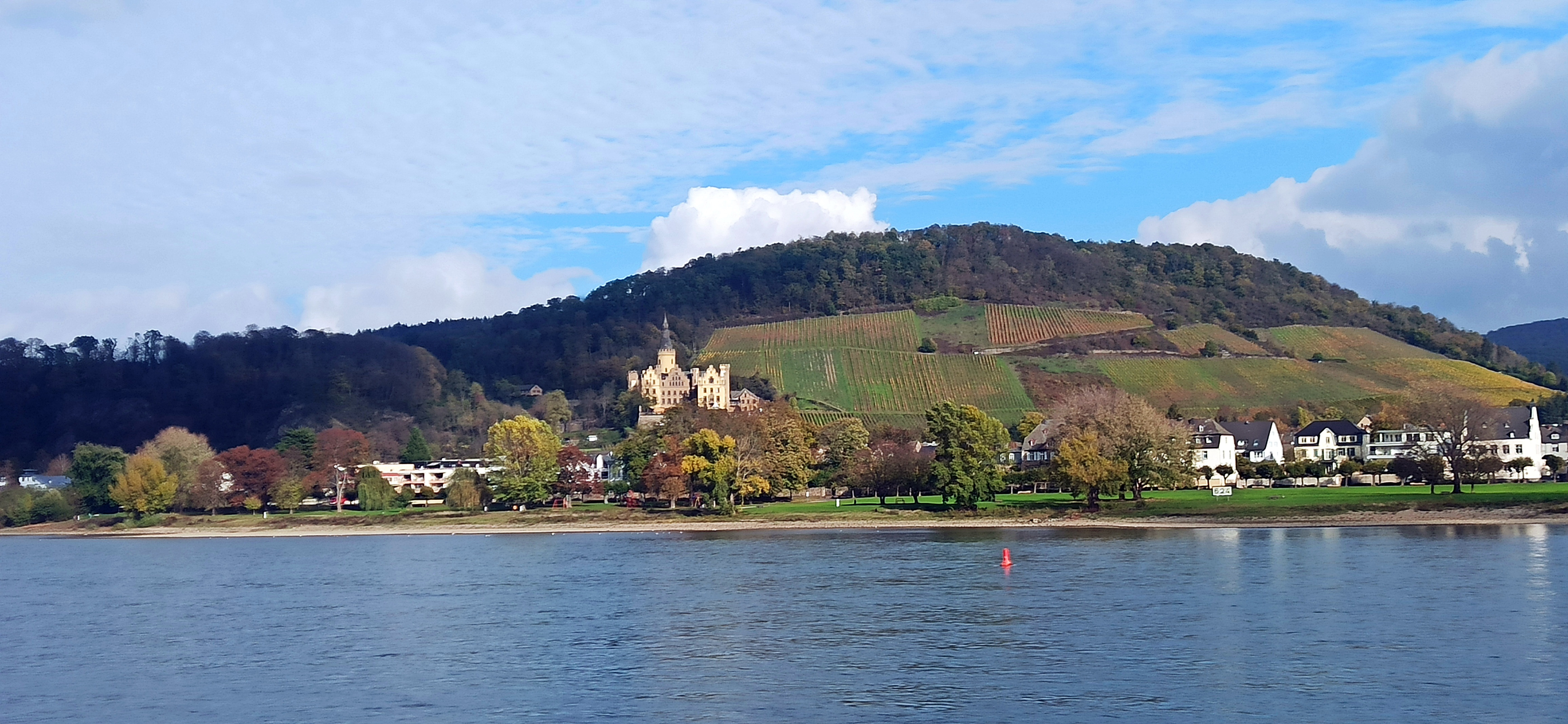
Schloss Arenfels vom gegenüberliegenden Rheinufer (2022)

Die zweiteilige Anlage besteht aus einem dreiflügeligen Hauptschloss in Hufeisenform, das zur Rheinseite im Süden offen ist, und einer nördlich vorgelagerten Vorburg mit Wirtschaftsgebäuden. Diese zweigeschossigen Ökonomiebauten aus dem 19. Jahrhundert dienten als Remisen und Stallungen. Ihre Erdgeschosse weisen eiserne Unterzüge über Säulen sowie neugotisches Maßwerk auf.
An den Vorgängerbau des neugotischen Hauptschlosses mit seinen vier Geschossen erinnert nur noch ein Renaissancegiebel an der westlichen Fassade. Ein hoher Turm mit Kegelhelm und neugotisch gearbeiteter Steinspitze ragt aus dem Mittelflügel des Schlosses empor. West- und Ostflügel des Schlosses sind an ihren Südenden jeweils durch einen Treppengiebel mit Steinfiguren abgeschlossen, die von dem Kölner Dombildhauer Christian Mohr gefertigt wurden. Der Giebel des Westflügels zeigt eine Statue Jeanne d’Arcs, während die Steinfiguren des Giebels am Ostflügel Gottfried von Bouillon und Richard Löwenherz darstellen. Das Portal im nördlichen Mitteltrakt trägt einen Balkon, dessen steinerne Brüstung das Wappen der Familie von Westerholt-Gysenberg zeigt.
Das gesamte Schlossgebäude trägt einen Putz, der an der rheinwärtigen Seite in den Jahren von 2000 bis 2003 nach altem Vorbild teilweise erneuert wurde und eine helle Ockerfarbe besitzt.
Im Inneren befanden sich die Räume der Familie im Erdgeschoss, während im ersten Obergeschoss Repräsentationsräume lagen. Noch heute ist viel der architektonischen Raumausstattung im Stil der Neugotik erhalten. Dazu zählt neben dem Rittersaal und Marmor- sowie Wedgwoodkamine auch eine drei Stockwerke verbindende Treppe aus Gusseisen, die nach Entwürfen von Christoph Stephan in der Sayner Hütte gefertigt wurde.

## Geschichte

### Die Anfänge
In den Jahren 1258 und 1259 errichteten Heinrich II. von Isenburg (1213–1287) oder sein Sohn Gerlach (urkundlich 1246–1303) auf einem Felsplateau über dem Rhein eine erste Wehranlage, die von ihren Ausmaßen wesentlich kleiner war als das heutige Schloss. Das Baumaterial für diese Burg konnte vor Ort direkt aus dem Fels gewonnen werden. An der Südseite wurden die Gebäude durch einen tiefen Halsgraben gesichert, während der Bergfried die Nordost-Seite schützte. Im Innenhof der Anlage befand sich ein tiefer Ziehbrunnen, dessen Schacht bis zum Grundwasserspiegel des Rheins hinabreichte.
Urkundlich erstmals erwähnt wird das heutige Schloss Arenfels als „Burg Arenvelz“ in einer Bürgschaftserklärung des Gerlach von Isenburg für Gräfin Mechthild von Sayn vom 6. August 1259.
Von der Burg des 13. Jahrhunderts ist mit Ausnahme des ummauerten Bergfriedsockels heute nichts mehr erhalten.
Als die Linie Isenburg-Arenfels 1371 erlosch, kam die Burg anschließend an das Kurfürstentum Trier, das die Anlage als Lehen an die Familie von Isenburg-Grenzau vergab.

### Das Renaissanceschloss

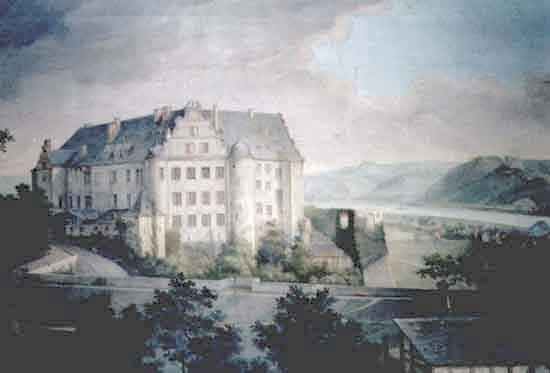
Gemälde des Schlosses mit dem Bauzustand von etwa 1670

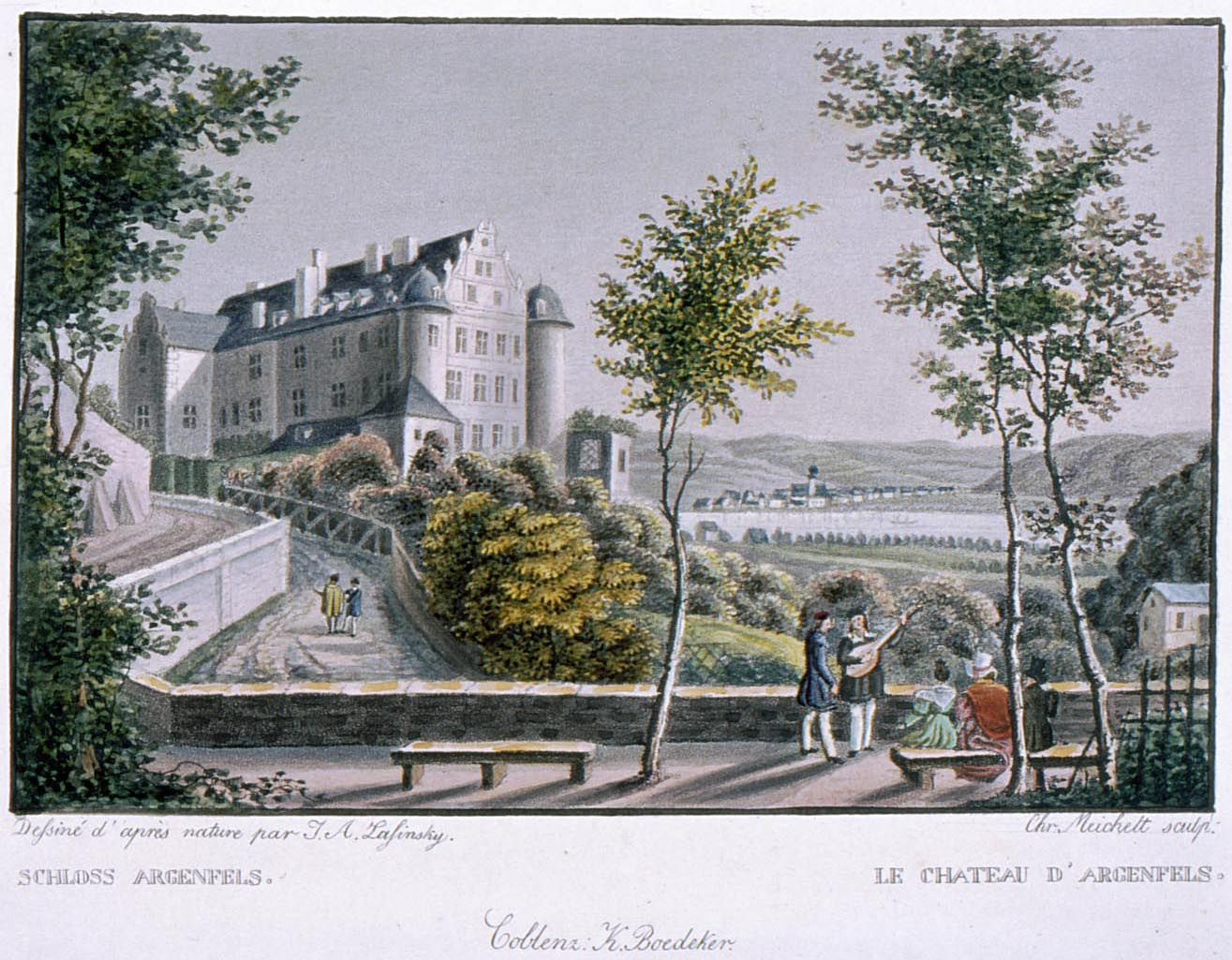
Stich um 1830 von Christian Meichelt

Unter Graf Salentin von Isenburg-Grenzau erfolgte in der zweiten Hälfte des 16. Jahrhunderts der Umbau der Burg zu einem Schloss. Salentin ließ einen Ostflügel im Stil der Renaissance errichten und ihn durch einen Mittelflügel mit dem bereits vorhandenen Westflügel verbinden. Weil eine militärische Nutzung der Anlage nicht mehr gegeben war, wurden während der Bauarbeiten alte, wehrhafte Teile der Burg entfernt oder umgebaut: Der Halsgraben wurde zugeschüttet, während der alte Bergfried in den Mittelflügel integriert wurde. Durch die fehlende Befestigung konnten schwedische Truppen deshalb das Schloss während des Dreißigjährigen Krieges leicht einnehmen und besetzten es.
Als mit Ernst von Isenburg-Grenzau 1664 der letzte männliche Vertreter dieser Linie starb, zog der Trierer Erzbischof Karl Kaspar von der Leyen das Schloss als erledigtes Lehen ein und belehnte 1670 schließlich einen Verwandten, den Freiherrn Johann Carl Caspar von der Leyen zu Adendorf, mit dem Schloss und der dazugehörigen Herrschaft. Johann Carl Caspar ließ die heutigen Wirtschaftsgebäude nördlich des Schlosses errichten und baute die Anlage mit beachtlichem Aufwand zur bevorzugten Sommerresidenz seiner Familie aus.
Im Zuge des Französisch-Niederländischen Krieges war Schloss Arenfels durch den französischen Marschall Henri de La Tour d’Auvergne besetzt, der zu jener Zeit die französische Armee am Niederrhein befehligte.

### Umbau im Stil der Neugotik

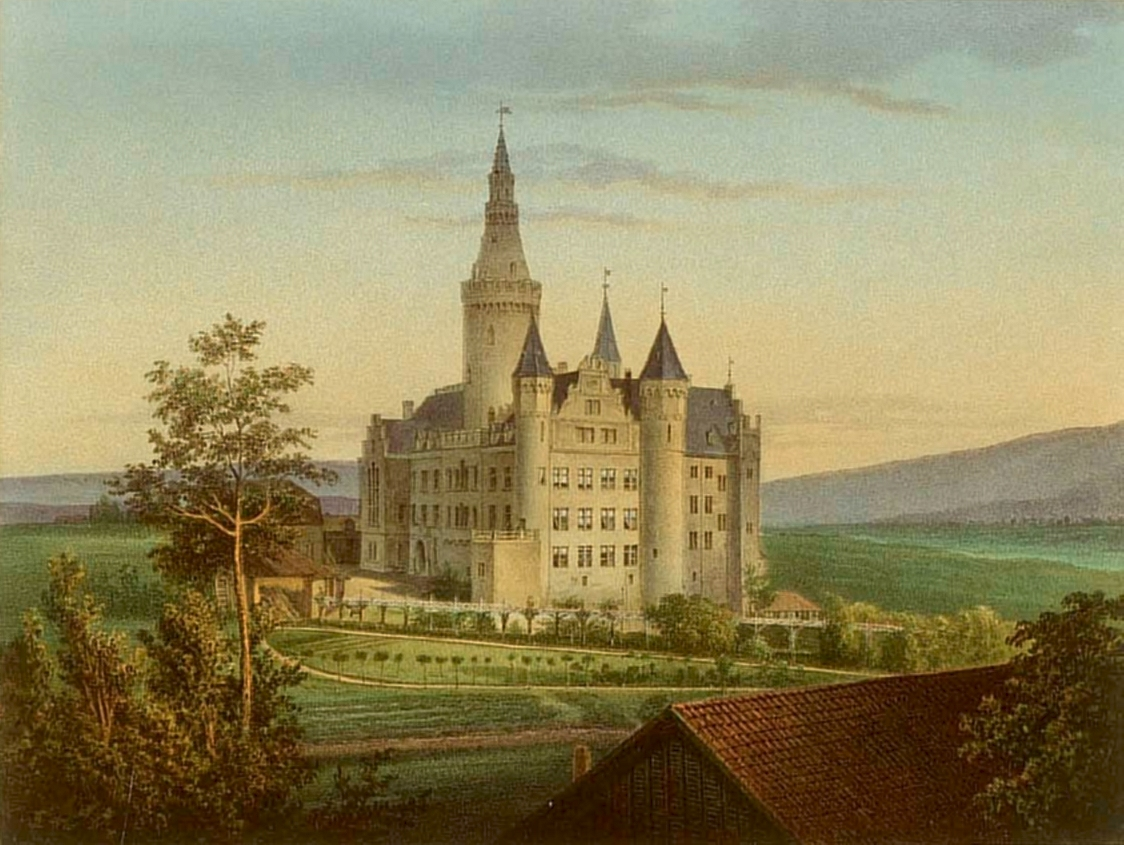
Alte Lithografie mit dem Baubestand nach der Umgestaltung im Stil der Neugotik

Schloss und Herrschaft Arenfels verblieben bis 1848 im Besitz derer von der Leyen, doch fehlten der Familie seit Beginn des 19. Jahrhunderts die Geldmittel, um die Anlage ausreichend zu erhalten. Die Folge war der allmähliche Verfall der Gebäude. Um die finanziellen Schwierigkeiten zu beheben, verkaufte die seit 1809 in den Fürstenstand erhobene Familie das Schloss 1848 an den Reichsgrafen Friedrich Ludolf von Westerholt-Gysenberg, der die heruntergekommenen Gebäude ab 1849 instand setzen ließ, um sich dort anschließend mit seiner Frau Johanna von Charlé niederzulassen. Für die Bauarbeiten engagierte er den Kölner Dombaumeister Ernst Friedrich Zwirner, der die Anlage in den Jahren 1852–1858 nach englischen und mittelalterlich-deutschen Vorbildern im Stil der Neugotik völlig umgestaltete. Die umfassende Veränderung war eigentlich nicht im Sinne des Bauherrn, der zu Beginn nur die Sanierung des Renaissanceschlosses im Sinn hatte. Doch Zwirner gelang es ein ums andere Mal, Ludolf Friedrich von Westerholt-Gysenberg von seinen Plänen der weitreichenden Umgestaltungen zu überzeugen.
1852 waren die Instandsetzung und der Umbau des Ostflügels abgeschlossen, woran sich 1853 die Umgestaltung des Mittelflügels anschloss. 1854 erfolgte der Bau des heutigen Bergfrieds bis zum abschließenden Zinnenkranz, der 1859 seinen Helm mit steinerner Spitze erhielt. Den Abschluss der Bauarbeiten im gleichen Jahr markierten der Ausbau des Westflügels sowie der Bau der zahlreichen kleinen Türmchen an der Fassade. Zwirner gestaltete auch das Innere des Schlosses vollkommen neu. Die Arbeiten dazu dauerten bis 1858. Die zu Beginn veranschlagten Kosten von 30.000 Talern waren am Ende auf 135.000 Taler angewachsen. Obwohl Schloss Arenfels heute zu den herausragenden Beispielen der rheinischen Neugotik gezählt wird, zeigt ein Zitat Ludolf Friedrichs von Westerholt-Gysenberg, dass Zwirners Bauwerk bei ihm nicht auf uneingeschränkte Gegenliebe stieß: „Um das unwiederbringlich zerstörte Renaissanceschloss wird es schade sein! Nur dass viele Kunst-Banausen das Schloss schön finden, gibt mir etwas Trost.“

### Ab dem 20. Jahrhundert
Der Architekt und Burgenforscher Bodo Ebhardt führte ab 1931 umfassende Baubestandsaufnahmen am Schloss Arenfels durch, das anschließend unter seiner Leitung instand gesetzt wurde. Doch im Zweiten Weltkrieg wurden die Gebäude wieder stark beschädigt. Im Zuge der Kämpfe um die Brücke von Remagen wurde das Schloss acht Tage lang von amerikanischer Artillerie beschossen und trug schwere Schäden davon. So waren der Bergfried und die beiden neugotischen Giebel zur Rheinseite einsturzgefährdet, und die Galerie des Bergfrieds war in Teilen vernichtet. Der Dachstuhl des Westflügels war abgebrannt, und auch die Dachstühle der beiden anderen Gebäudeflügel waren zum Teil beschädigt. Am 15. März 1945 wurde das Schloss an die Amerikaner übergeben. Als diese die Anlage nach acht Wochen Besatzung wieder räumten, war sie geplündert und stark verschmutzt.
Im Folgenden taten Umwelteinflüsse ihr Übriges, um die Bausubstanz zu schädigen. Zwar wurden nach dem Krieg durch die Eigentümer zahlreiche Reparaturen durchgeführt, sie konnten aber nicht alle nötigen bausichernden Arbeiten ausführen lassen. Das Landesamt für Denkmalpflege Rheinland-Pfalz initiierte deshalb im Jahr 2000 ein Sanierungsprogramm, das vor allem die Steinschäden der Bausubstanz beseitigen soll und bis heute andauert. Die bisherigen Arbeiten der Sanierung umfassen unter anderem die Sicherung der neugotischen Giebel, das Auftragen des neuen Verputzes und den Austausch der stark beschädigten Jeanne-d’Arc-Statue durch eine Kopie.
Während zahlreiche Möbelstücke schon in den Wirren des Zweiten Weltkriegs verloren gingen, wurden 1951 die beachtliche Waffensammlung und die wertvollen Bücher der Schlossbibliothek versteigert. Die 6.500 Bücher befinden sich heute im Besitz des Stadtarchivs Bottrop und wurden zwischen 1999 und 2011 erschlossen und weitgehend restauriert.
Ein ehemaliger Eigentümer des Schlosses Arenfels war Antonius Freiherr Geyr von Schweppenburg, ein Enkel von Fritz Graf Westerholt-Arenfels († 1951) und Sohn von Theodor Kuno Geyr von Schweppenburg (* 8. August 1918; † 14. September 2015) sowie Wilhelmine Gräfin Westerholt-Arenfels.
Seit 2020 wird Schloss Arenfels als Veranstaltungslocation und Hotel betrieben. Es kann für Hochzeiten, Tagungen und Filmaufnahmen genutzt werden. 2021 wurde Christian Runkel aus Rheinbrohl neuer Eigentümer der Schlossanlage.